# دانشگاه پانکاسلا
دانشگاه پانکاسلا (به لاتین: Pancasila University) یک دانشگاه خصوصی در اندونزی است که در جاکارتا واقع شده‌است.